# 贡山冬青
贡山冬青（学名：Ilex hookeri）是冬青科冬青属的植物。分布在印度、缅甸以及中国大陆的云南等地，生长于海拔2,500米至3,000米的地区，常生长在山坡阔叶林中，目前已由人工引种栽培。